# تان‌تیئن (کاماو)
تان‌تیئن (به ویتنامی: Xã Tân Tiến) یک قصبه در ویتنام است که در استان کاماو واقع شده‌است.